# Исаия (Чантурия)
Митрополи́т Иса́ия (груз. მიტროპოლიტი ისაია, в миру Зураб Мирдатович Чантурия, груз. ზურაბ მირდატის ძე ჭანტურია; 12 апреля 1961, Цаленджиха, Грузинская ССР) — епископ Грузинской православной церкви, митрополит Никозский и Цхинвальский. Режиссёр анимационных фильмов.

## Биография
Родился 12 апреля 1961 года в городе Цаленджиха, Самегрело, Западная Грузия. По окончании восьмилетней школы поступил в местное профессионально-техническое художественное училище по специальности живописи фарфора и фаянса. Несколько лет подряд готовился к поступлению в Тбилисскую академию художеств. С 1986 года обучался в Тбилисском театральном университете на кинофакультете по специальности художник-аниматор. Работал в студии анимационных фильмов.
Осенью 1993 году в связи с грузино-абхазской войной временная резиденция Сухумо-Абхазской епархии разместилась неподалёку от Тбилиси, в монастыре преподобного Антония Марткопского, где 11 апреля 1994 года архиепископом Сухумским и Абхазским Даниилом (Датуашвили) пострижен в монашество с именем Исаия, а 24 апреля в того же года рукоположен в сан иеродиакона. Вскоре в Ольгинском монастыре был рукоположен во иеромонаха и был назначен настоятелем Марткопского монастыря.
5 апреля 1995 года Священный Синод Грузинской православной церкви возродил древнюю Никозскую и Цхинвальскую епархию и избрал её правящим епископом священника Исаию (Чантурия). 9 апреля 1995 года в Светицховели был хиротонисан во епископа Никозского. Кафедра расположилась в селе Никози.
В 1995—1996 — председатель Финансового Отдела Грузинской Патриархии.
28 ноября 2000 года был возведен в сан архиепископа.
30 апреля 2006 года был возведён в сан митрополита.
С началом грузино-южноосетинской войны 2008 года на епархиальном транспорте под обстрелами вывозил грузин из Южной Осетии. 12 августа иерарх вернулся в свой собор в селе Никози, уже полностью контролируемом российскими войсками. Из за военных действий село Никози серьёзно пострадало. В монастырь попало 32 бомбы, сгорел дворец епископа IX—X веков, весь монастырь вместе с библиотекой и анимационной студией. Как отмечал начальник службы охраны Католикоса-Патриарха всея Грузии Илии II Сосо Оханашвили: «Митрополит Никозский и Цхинвальский Исайя (Чантурия) также не сделал даже попытки укрыться в безопасном месте и оставался в своей резиденции, в жерле боевых действий». После окончания войны заявил: «Мы никогда не признаем самостоятельность исконного района Грузии. Церковная ситуация складывается таким образом, что сейчас население осталось совсем без духовного окормления, но виноваты в этом не мы — я, кстати, никуда не уезжал и нахожусь в окрестностях Цхинвали, — а осетинские сепаратисты и Россия».
Под руководством митрополита Николая монастырь и прилегающие строения, в том числе собственную резиденцию, были восстановлены. В 2009 году при поддержке польского Фонда развития культуры и хозяйства Грузии и Министерства Иностранных дел Республики Польша открыл при монастыре в селе Никози детскую школу искусств, с детьми 8 — 14 лет, пережившими военные действия, проводили занятия монахини и послушники обители.
Стал организатором и вдохновителем Международного фестиваля анимационных фильмов, проходившего с 12 по 18 сентября 2011 в селе Никози. Голубь, нарисованный митрополитом Николаем, стал эмблемой фестиваля. Фестиваль стал ежегодным.
24 февраля 2013 года вместе с протоиереем Давидом Шарашенидзе представлял Грузинскую православную церковь на интронизации Патриарха Болгарского Неофита.
После 2014 года из-за ограничения права передвижения на территории Южной Осетии он мог перемещаться только в нескольких населенных пунктах: в Ларгвиси, Икоти, Мосабруни, Цирколи, Коринта, и Ахалгори, но и там он сумел устроить мастерскую, и более или менее обеспечить условия для работы по дереву, рисования, и иконописи. Несмотря на вынужденные ограничения он всё равно продолжал деятельность по восстановления православных святынь в вверенной ему епархии, постоянно проживая в Ахалгорском (Лениногорском) районе Южной Осетии. Как отмечал он сам в январе 2017 года: «Минувшей осенью мы перекрыли трапезную монастыря Хопа. А также церковь святой Маринэ в Икоти, в прошлом году сделали крыши в церквях Цхавати и Канчаети. Когда не хватает материальных средств, чтобы не повредить церковь мы покрываем брезентом, пока появятся какие-то средства».

## Труды, произведения
По светскому образованию владыка — кинематографист и является известным кинорежиссёром. Его документальный фильм «Благодарение» получил награду на XI Международном фестивале православных кино- и телепрограмм «Радонеж» в Москве в конце 2006 года, занял призовое место на II Международном Сретенском Православном Кинофестивале «Встреча».